# فيك هاو
فيك هاو هو لاعب هوكي الجليد كندي، ولد في 2 نوفمبر 1929 في ساسكاتون في كندا، وتوفي في 31 يناير 2015 في مونكتون في كندا.

## وصلات خارجية
- فيك هاو على موقع دوري الهوكي الوطني (الإنجليزية)
- فيك هاو على موقع EliteProspects.com (الإنجليزية)
- فيك هاو على موقع Hockey-Reference.com (الإنجليزية)